# Mario Manzoni
Mario Manzoni (Almenno San Bartolomeo, 14 juli 1969) is een Italiaans voormalig wielrenner van 1991 t/m 2004.
Manzoni won niet veel en was voornamelijk knecht. Na zijn actieve wielerloopbaan ging Manzoni aan de slag als ploegleider, eerst bij Team 3C Casalinghi Jet Androni Giocattoli en vervolgens bij de opvolger van dat team, Team LPR.

## Overwinningen
1992
- Trofeo Masferrer

1994
- 3e etappe Tirreno-Adriatico

1996
- 2e etappe Ronde van Romandië

1998
- 3e etappe Giro del Trentino

## Resultaten in voornaamste wedstrijden
| Jaar | Ronde van Italië | Ronde van Frankrijk | Ronde van Spanje |
| ---- | ---------------- | ------------------- | ---------------- |
| 1991 |                  |                     | opgave           |
| 1993 | 121e             |                     |                  |
| 1994 |                  |                     |                  |
| 1995 | 108e             | opgave              |                  |
| 1996 | 86e              |                     |                  |
| 1997 | opgave (1)       |                     |                  |
| 1999 |                  |                     |                  |
| 2000 | 86e              |                     |                  |
| 2001 | 116e             |                     |                  |
| 2002 | 136e             |                     |                  |
| 2003 | 80e              |                     |                  |
| 2004 | 135e             |                     |                  |

| Jaar | Milaan-San Remo | Gent-Wevelgem | Ronde van Vlaanderen | Amstel Gold Race | Omloop Het Volk |
| ---- | --------------- | ------------- | -------------------- | ---------------- | --------------- |
| 1991 |                 | 58e           |                      |                  |                 |
| 1993 |                 |               |                      | 22e              |                 |
| 1994 | 148e            |               |                      |                  |                 |
| 1995 | 11e             |               |                      |                  | 7e              |
| 1996 | 121e            |               | 58e                  |                  |                 |
| 1997 |                 |               |                      |                  |                 |
| 1999 | 164e            |               |                      |                  |                 |
| 2000 |                 |               |                      |                  |                 |
| 2001 |                 | 47e           |                      |                  |                 |
| 2002 | 10e             | 36e           |                      | 65e              |                 |
| 2003 |                 |               |                      |                  |                 |
| 2004 |                 |               |                      |                  |                 |